# 藤原倫己
藤原 倫己（ふじわら ともき、1987年1月25日 - ）は、主に日本と韓国で幅広く活躍するタレント、歌手、俳優、リポーター、ラジオパーソナリティ、イベントMC、イケキャス.のメンバーである。東京都出身。父親は日本人キックボクサーの藤原敏男、母親は韓国人の日韓ハーフである。
日本人史上初のK-POPアイドルである。

## 略歴
大学一年のゴールデンウィークに、韓国旅行をした時に、韓国の大手芸能事務所DSPメディアの関係者から、つたない日本語でスカウトをされているが、大学に進学したばかりだったので学業を優先することを考え、訊ねられた連絡先だけは伝えたが、芸能界への話は進展させずに、日本に帰国している。
しばらく経ち、そのことを忘れかけようとしていた夏に、何の事前の連絡も無しに突然、韓国の大手芸能事務所DSPメディアの社長が、自ら通訳と一緒に、スカウトのために、日本の自宅まで訪ねて来た。しかし、この時に、当の本人が自宅に不在だったため、自宅から本人へ帰宅を促す電話がかかり、帰宅している。本人が帰宅した時には、既にDSPメディアの社長と両親が仲良くなっており、DSPメディアの社長と父親が、スポーツの話で意気投合していた。
そして、父親から、『勉強は後でもできる。若さを生かすことをしなさい。』と促され、韓国行きや、芸能界への道を後押しされた。
その後、大学を辞め、韓国に渡り、デビューに向けて歌、ダンスなどの厳しいレッスンを積み重ねる。
2008年4月に韓国で、多国籍K-POPアイドルグループ『A'st1』（エースタイル）のメンバーとしてデビュー。2009年12月1日に解散したため、その後は日本に帰国した。
DSPメディアからデビューしたアイドルグループは、他にSS501やKARAなどがいて、SS501やKARAは、アイドルグループとしてはA'st1よりも先にデビューしているので先輩にあたる。
2010年より、スターダストプロモーションに移籍、2016年に男子キャスターユニット「イケキャス.」のメンバーに選ばれる。
父親は、日本のキックボクサーである藤原敏男で、中学一年の時から現在までキックボクシングなどの指導を受けている。
FM NACK5の『ラジオのアナ〜ラジアナ』水曜日でのトークで年収が2000万円を超えた事を公表しており、最近になって3000万円を超えた事を告白した。
ラジアナパーソナリティー仲間のプライベートの集まりで手賀沼ジュンとショッキングピンクのTシャツかぶりでペアルックのようになった、藤原のTシャツには「Fから始まる藤原」とプリントしてある彼のオリジナル品であった。今後ダイエットをして4月までに20キロ体重落としますよ!　とのこと。
2023年2月現在、体重は90kg、スリーサイズはオール110cmに達したことを明らかにしている。

## 人物

### 趣味
- ゴルフ
- 料理
- ハーブティー
- 音楽(ピアノ・ギター)
- サイクリング
- 豪華客船

### 特技
- 韓国語（韓国に渡った当初は、韓国語が全く話せなかった[11]。しかし、韓国語習得のために、韓国にいる間は、徹底して韓国人とのコミュニケーションに重点を置く勉強スタイルをとるなどの努力を重ね、その結果ネイティブスピーカーレベル[4][10]に達した。）
- キックボクシング
- ボクシング
- 空手
- ダンス
- ものまね（いっこく堂の衛星中継・ジブリシリーズ・動物の鳴きマネ）

## 出演作品

### 映画
- 『転校生』（2012年、2012年札幌国際短編映画祭上映作品、監督・脚本・金井純一）クラスの担任・笹倉 役
- 『100秒の拳王 -ケンカバトルロワイアル-』（2024年9月6日、監督・千村利光） - 諸喜田レフリー 役[14]

### テレビ
- 『アジドラ K-POP カウントダウン』（2010.04〜2011.03、スカパーCh.749）
- ドラマスペシャル『タルペンイ コシウォン かたつむり考試院』（2010.11、韓国放送局KBS 2）
- 『SASUKE 2011』（2011.01.02、TBS）
- KBSドラマスペシャル『かたつむり考試院』（2011.02.25、スカパー KBSWorld）
- 『ディレクター's チョイス』（2011.03.26、M-net）
- 『テレビでハングル講座』（2011年度版・2011.03.29〜2012.03.27、NHK）
- 『アジドラ K-POP Stars』（2011.04.11〜、スカパーCh.749）
- 『SUPER STAR K 3 Japan Round』（2011.07〜10、Mnet）
- 『MADE IN BS JAPAN』、『MADE IN BS JAPAN アジア・スキ』（2011.07〜2012.03、BSジャパン）
- 『さんま＆所の世の中を動かしているのは誰だ会議II』（2011.11、NTV）
- 『韓流！“語楽”ナイト2011』（2011.12、NHK Eテレ）
- 『テレビでハングル講座』（2012年度版・（2012.04.02〜2013.03.30、NHK）
- 『Premium Korea 韓流ファクトリー』（2012.04〜2013.03、BSジャパン）
- 『L4 YOU!』（2012.10、TX）
- 『CHECK TIME』（2012.10、TOKYO MX）
- 『テレビでハングル講座』（2013年度版・（2013.04.01〜、NHK）
- 『韓流ですよ〜いいね！ベスト10〜』（2013.05、ATVなど）
- 『めざましテレビ』
  - (2013.10.07〜2015.9.25、フジテレビ)　ココ調リポーター(曜日不定)(ナレーションはフジテレビのアナウンサーが担当)
  - (2015.9.28〜2016.9.30、フジテレビ)　ココ調リポーター(水)
  - (2016.10.3〜2016.10.14、フジテレビ)　ココ調リポーター(火)(金)
  - (2016.10.17〜2016.10.28、フジテレビ)　ココ調リポーター(火)
  - (2016.10.31〜2016.11.25、フジテレビ)　ココ調リポーター(火)(金)
  - (2016.11.28〜2016.12.2、フジテレビ)　ココ調リポーター(火)
  - (2016.12.5〜、フジテレビ)　ココ調リポーター(水)
  - (2016.7　〜2016.8、フジテレビ)　めざましNEWS ON(水)　倉田大誠がリオ五輪の取材で中村光宏が代役を担当した時の原稿読みを代理で担当。
  - (2015.3.31〜2016.9.30) MORE SEVENリポーター
- 『なないろ日和！』（TX）

### ラジオ
- 『藤原倫己のチョアチョア!KOREA』（2011.04.10〜2016.03.21、CBCラジオ）
- 『ラジオのアナ〜ラジアナ』（2016.10.05〜2022.03.30、FM NACK5）
- 『だいすけ・藤原のピッタリEVERYTHING』（2022.04.02〜、FM NACK5）

単発のゲスト出演
- 『波のりラジオ』（2012.10、西日本放送ラジオ）
- 『レコメン!』（2012.10・12、文化放送）

### CM
テレビ
- 銀座コスメティックラボ『かたつむりしっとり保湿クリーム』（2012.02、TV-CM）

### 雑誌
- 『Korea Entertainment Journal』（2011.02〜07、発行元：コリアエンタテインメントジャーナル）
- 『韓国語ジャーナル』35号（2010.12、発行元：アルク）
- 『韓国語ジャーナル』36号〜44号　コーナー連載（発行元：アルク）
- 『KOOL』VOL.2（2011.03.04、発行元：キネマ旬報社）
- 『TVガイド』4月8日号(2011.03.30、発行元：東京ニュース通信社)
- 『TVガイド』4月22日号(2011.04.13、発行元：東京ニュース通信社)
- 『cocofun 5月号』（2011.05.01、フリーペーパー）
- 『スッカラ 7月号』（2011.05.21）
- 『スッカラ 8月号』（2011.06.21）
- 『KOOL VOL.3』（2011.07.29）
- 『スッカラ 10月号』（2011.08.20）
- 『mini 10月号』（2011.09.01、宝島社）

### WEB
- 『SPACE ALC』
  - <第1回>（2010/10/15〜2011/01/14）
  - <第2回>（2010/11/12〜2011/01/14）
  - <第3回>（2010/12/03〜2011/01/14）
- オーディオドラマ『色のない世界で、君と』（2021年、Spotify） - 担任 役

### イベント
- 『SEOUL TRAIN with チェ・ドンハ』（2010.09.11、国際フォーラム ホールC）
- 『木越優ほっこりミーティングvol.3』（2010.09.19）
- MUSIC ON！TV 韓風WIDE presents『トゥッティーのK-POP TEA PARTY vol.1』（2010.09.25）
- 『Monday Kiz In Japan 2010』（2010.11.07、THEATRE1010）
- 『SEOUL TRAIN with Nine Muses & friends』（2010.12.26、渋谷C.C.Lemonホール）
- 『J:COM Entertainment SHOW 2011 K-POP Asian Music World』（2011.02.04、大阪大丸心斎橋店）
- 『パク・ヘジン デビューシングル記念スペシャルイベント』（2011.02.05、NHK大阪ホール）
- 『パク・ヘジン デビューシングル記念スペシャルイベント』（2011.02.09、渋谷C.C.Lemonホール）
- 『Mondaykiz JAPAN公式ホームページOPEN記念イベント＆MINI LIVE』（2011.02.11、東京グローブ座）
- 『異文化を生きる　日本から韓国へ・韓国から日本へ』（2011.05、十文字学園女子大学 短期文学部）
- BEASTプレミアム・ライブ『BEAST NIGHT』（2011.06.22、STUDIO COAST）
- ライブ『Besk't』（2011.08.26〜27、表参道GROUND）
- 『スッカラカレッジ TOMOくん（藤原倫己）トークイベント』（2011.09.10、ギャラリーKyo）
- ライブ『Besk’t』東京公演（2011.09.23、表参道GROUND）
- ライブ『Besk’t』福岡公演（2011.09.24、ROOMS）
- 『韓流！“語楽”ナイト2011』（2011.10.10、ゆうぽうとホール）
- ライブ『Besk't』（2011.10.22、表参道GROUND）
- 『ナムグン・ミン 1stファンミーティング』（2011.11.01、渋谷公会堂）
- 『シャバンシャバンで年忘れ！〜パク・ヒョンビン　ハッピー・コンサート〜』（2011.12.27、きゅりあんホール）
- 『エネルギッシュコリア 韓流 美・味 展 2012』（韓流セミナー　藤原倫己の韓国奮闘記！！（2012.01.21、池袋西武本店）
- CBCラジオ『藤原倫己のチョアチョア！KOREA』イベント（2012.02.01、韓国観光公社名古屋 コリアプラザ）
- 『韓ドラ★テーマ　ガラ・コンサート　〜イ・ビョンホン特集〜』（2012.02.09、メルパルクOSAKA）
- 『韓ドラ★テーマ　ガラ・コンサート　〜イ・ビョンホン特集〜』（2012.02.10、京シビックホール）
- 『韓流ドラマ　シンフォニックコンサート』（2012.02.19、銚子市青少年文化会館大ホール）
- 『K-ROOKIES PARTY VOL.1』（2012.03.16、中野サンプラザ）
- 『Besk't』（2012.03.18、表参道GROUND）
- 『SEOUL TRAIN』レギュラーMC
- 『エネルギッシュコリア　韓流美・味展 韓流セミナー“藤原倫己の韓国奮闘記!!”』（2012.05.27そごう横浜）
- 『CBCラジオまつり2012』（2012.07.29、名古屋・栄　久屋大通り公園）
- 『エネルギッシュコリア　韓流美・味展 韓流セミナー“藤原倫己の韓国奮闘記!!”』（2012.08.05、そごう柏）
- 日本初放送記念『キング〜Two Heart』先行試写会（2012.08.17、シネマ―ト六本木　スクリーン1）
- 『エネルギッシュコリア　韓流美・味展 韓流セミナー“藤原倫己の韓国奮闘記!!”』（2012.09.02、そごう千葉）
- 『カジャ！タジャ！モクチャ！パスケース』発売記念トークイベント＆サイン会（2012.09.15、千葉三越店 1階 プロモーションスクエア）
- 韓国語ジャーナル　創刊10周年記念キャンペーン『藤原倫己（TOMO）と過ごすイベント』（2012.09.29）
- 『済州島・釜山と瀬戸内海クルーズ』（2013.03.21〜03.25）
- 『Making Memories with John-Hoon〜TOWA 2〜』（2013.05）